# Norris Arm
Norris Arm är en ort i Kanada.   Den ligger i provinsen Newfoundland och Labrador, i den östra delen av landet, 1 600 km öster om huvudstaden Ottawa. Norris Arm ligger 72 meter över havet och antalet invånare är 912.
Terrängen runt Norris Arm är lite kuperad. Trakten runt Norris Arm är nära nog obefolkad, med mindre än två invånare per kvadratkilometer.. Närmaste större samhälle är Botwood, 10,4 km nordväst om Norris Arm. 
I omgivningarna runt Norris Arm växer i huvudsak blandskog.